# Машинный телеграф

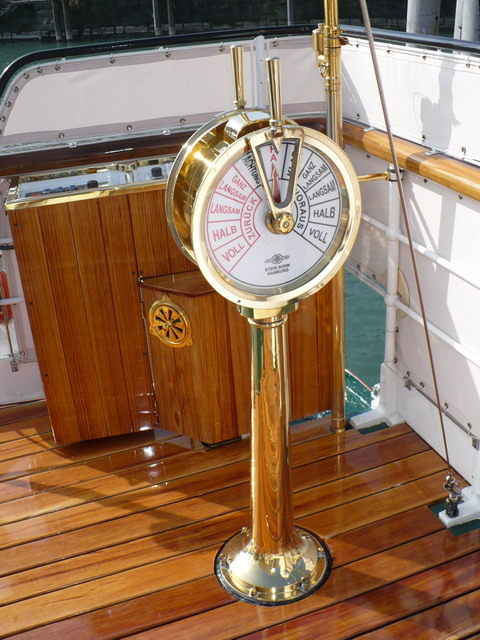
Классический вид передающей части машинного телеграфа

Маши́нный телегра́ф — электромеханическое устройство для передачи из ходовой рубки судна в машинное отделение (и обратно) команд на изменение режима работы главного двигателя. Состоит из двух связанных между собой посредством сельсинов постов; каждый пост имеет рукоятку (одну или две), указательную стрелку и акустический прибор (ревун или трещотка). Один пост установлен на ходовом мостике судна, а другой в машинном отделении. Рукоятка (и соответственно стрелка) имеет несколько фиксированных положений, указывающих необходимый режим работы двигателя судна («Стоп», «Малый», «Средний», «Полный», «Самый полный»), а также направление хода судна. Чтобы передать команду в машинное отделение, капитан (или штурман) устанавливает рукоятку телеграфа в требуемое положение: например, из положения «Стоп» в положение «Малый вперёд». При этом на обоих постах начинает звучать звуковой сигнал, а стрелка поста в машинном отделении устанавливается в положение «Малый вперёд». Для привлечения внимания вахтенного механика, пост в машинном отделении дополнительно имеет световой сигнал. Выполнив команду, механик переводит рукоятку в положение «Малый вперёд» при этом стрелка поста в ходовой рубке устанавливается в положение «Малый вперёд». Звуковая и световая сигнализация выключается.  Следует иметь в виду, что машинный телеграф непосредственно не управляет двигателем судна. Часто машинным телеграфом ошибочно называют элементы системы дистанционного управления двигателем из ходовой рубки, применяемой на современных судах. 
Машинные телеграфы появились в эпоху парового флота и встречаются до настоящего времени; в основном, на ледоколах. Помимо машинных телеграфов, на очень старых судах имеющих угольные котлы, применялся котельный телеграф, работающий аналогично. Первые телеграфы были полностью механическими. В начале XX века появились привычные сегодня электромеханические телеграфы.  На большинстве современных судов управление силовой установкой автоматизировано и осуществляется дистанционно.